# Pigasus
Pigasus foi um porco doméstico, pesando 66 quilos, que foi indicado para Presidente dos Estados Unidos como um candidato satírico pelo Partido Internacional da Juventude em 23 de agosto de 1968, pouco antes da abertura da Convenção Nacional Democrata em Chicago, Illinois. O partido orientado para os jovens (cujos membros eram comumente chamados de "Yippies") era um grupo revolucionário antiestablishment e contracultural cujos pontos de vista eram inspirados pelos movimentos pela liberdade de expressão e antiguerra da década de 1960, principalmente a oposição ao envolvimento dos Estados Unidos na Guerra do Vietnã.
Os yippies eram conhecidos por usar teatralidade dramática em suas manifestações, e eles usaram Pigasus como uma forma de zombaria do status quo social. Em um comício de anúncio de sua candidatura, Pigasus foi apreendido pelos policiais de Chicago e vários de seus apoiadores Yippies foram presos por conduta desordeira.

## Campanha para Presidente dos EUA
Em 1968, Pigasus foi indicado para a Presidência dos EUA pelo Youth International Party (Yippies). O nome do porco é um trocadilho, junção das palavras "pig" (porco, em inglês) e "Pegasus", o cavalo alado da mitologia grega; também faz referência ao famoso provérbio "When pigs fly" ("Quando os porcos voarem"), usado quando um evento altamente improvável deve ocorrer.
Selecionado para a campanha pelos membros do grupo Dennis Dalrymple, Abbie Hoffman e Jerry Rubin, o candidato Pigasus foi adquirido de um agricultor pelo cantor folk e colega Yippie Phil Ochs. Sua candidatura foi anunciada durante a grandes protestos que antecederam e durante a Convenção Nacional Democrata de 1968, em Chicago. Os Yippies exigiram que Pigasus fosse tratado como um candidato legítimo, com a proteção do Serviço Secreto dos EUA e relatórios de política externa da Casa Branca.
Uma razão pela qual os Yippies preferiam Pigasus foi a de que "se não podemos tê-lo na Casa Branca, podemos tê-lo para o café da manhã."

## Coletiva de imprensa e prisões
A indicação de Pigasus para presidente ocorreu na manhã de 23 de agosto de 1968, em Chicago, no Centro Cívico (posteriormente renomeado como o Richard J. Daley Center) em frente a escultura de Picasso.
Pigasus foi transportado para a reunião em uma perua, escoltada por sete Yippies. Havia 50 Yippies carregando cartazes de campanha e distribuindo folhetos. Havia cerca de 200 espectadores no local, junto com dez policiais de Chicago uniformizados e vários detetives, sob a supervisão pessoal do 1º Comandante de Distrito James Riordan. O porco foi colocado em uma viatura policial e levado para a Chicago AntiCruelty Society.
Jerry Rubin estava no processo de leitura do "discurso de aceitação" de Pigasus quando o animal foi "detido" pela polícia. Sete Yippies, incluindo Jerry Rubin e Phil Ochs, foram presos e acusados de conduta desordeira. O motorista do carro também foi acusado de obstrução do tráfego. Rubin, disse mais tarde que um policial veio para a cela e disse: "Vocês estão todos indo para a cadeia para o resto de suas vidas—o porco os delatou!" No entanto, os Yippies foram libertados após cada pagarem fiança de $25 cada.

## Julgamento
Pigasus e os Yippies foram acusados por conduta desordeira, perturbar a paz, e trazer um porco para Chicago. No julgamento por conspiração dos Sete de Chicago, o advogado de defesa William Kunstler; acusou o Partido Democrático de fazer exatamente a mesma coisa.
O julgamento dos Yippies foi coberto pela CBS, NBC, ABC, o Washington Post, o New York Times, o Chicago Sun Times, pela AP e UPI, e muitas outras grandes agências de notícias dos EUA.
Além de cantor/compositor e ativista do Partido Phil Ochs, numerosos membros da Youth International Party testemunharam a seriedade com que Pigasus tinha sido analisado e instruído, em preparação para a sua campanha.

## Após a convenção Democrática de 1968
Fontes variam sobre o destino de Pigasus. Existe alguma especulação que um policial o comeu.
O Chicago Tribune, em 30 de setembro de 1968, disse que, após Pigasus ter sido levado em custódia pela polícia de Chicago, transportaram-lhe para a Sociedade AntiCrueldade juntamente com uma porca chamada de "Mrs. Pigasus", e um leitão, todos recolhidos depois de terem desfilado com os Yippies, como parte de suas manifestações durante o tempo da convenção. Os porcos foram posteriormente transferidos para uma fazenda em Grayslake, Illinois.
Cinco meses após a nomeação do Pigasus, durante a cerimônia de posse do Presidente Nixon, os Yippies realizaram a sua própria cerimônia de posse - para o Presidente Pigasus.
Muitos anos mais tarde, os obituários do New York Times para Dennis Dalrymple, Abbie Hoffman e Jerry Rubin destacaram a indicação de Pigasus para presidente durante a Convenção Democrática de 1968 como um momento extraordinário no teatro político.